# Битка за Майорка
Битката за Майорка, известна още като Десант в Майорка, е морски десант на републиканците в началото на Гражданската война в Испания, целящ да прогони националистите от Майорка и да върне острова за републиката.
След известен първоначален тактически успех, експедицията, командвана от капитан Алберто Байо, завършва с провал, когато националистите контраатакуват със сухопътни войски и многократно превъзхождаща въздушна мощ и изтласкват републиканците. Републиканците са толкова уверени в прогнозата си за победа, че оптимистично наричат операцията "la reconquista de Mallorca" - "отвоюването на Майорка".

## Предистория
Плановете за нападение по море над Балеарските острови възникват независимо в различни републикански милиционерски групи в дните след присъединяването на Ибиса, Форментера и Майорка към националистическия военен бунт на Франко. Още на 23 юли ескадрили бомбардировачи удрят Палма де Майорка и Кабрера, а на 1 август републиканска експедиционна сила от Менорка каца в Кабрера и се противопоставя на всички опити да бъде прогонена.
Въпреки това тези действия, и по-специално десантът в Майорка, никога не са одобрявани от мадридското правителство и от самото начало имат вид на объркване и импровизация. На 2 август Байо събира колона от барселонската милиция на Менорка; на следващия ден републиканските военновъздушни сили отново хвърлят бомби върху Палма е Майорка. До 2 август логистичните приготовления, наблюдавани от правителството на Барселона и Съвета на каталунските антифашистки милиции са завършени.
Националистическият гарнизон на Форментера капитулира пред валенсианската милиция на Мануел Урибари на 7 август. На 13-ти 400 каталунски милиционери окупират Кабрера в нападение, очевидно несвързано с експедицията на Байо. Байо се опитва да координира двете сили, но анархистките милиции, недоверчиви към неговите комунистически симпатии, отказват да се ангажират с неговата операция.

## Битката
На 16 август, с различни части на испанския републикански флот в подкрепа, Байо дебаркира своята сила от 8 000 милиция в Пунта Амер и Порто Кристо. Въпреки проблемите с разтоварването и разгръщането на своите шест 75 мм и четири 105 мм оръдия, републиканците успяват да прокарат 12 километра навътре срещу националистическия гарнизон, състоящ се от 1 200 редовни пехотинци, 300 граждански гвардейци и стотици доброволци фалангисти.
Състоянието на националистите обаче се подобрява драстично на 27 август, когато доставки и въздушна подкрепа пристигат от близка Италия. Републиканските бомбардировачи са свалени. Следователно републиканците не успяват да издържат на националистическата контраатака на земята и отстъпват в объркване, изоставяйки своите оръжия и оборудване. Тяхната евакуация започва на 5 септември и републиканците държат плажовете до 12 септември, когато последният кораб се оттегля, оставяйки острова в ръцете на националистите.
Отговорът на националистите е бърз и за разлика от това, забележително успешен. Седмица след отстъплението от Майорка, Кабрера отново пада в ръцете на националистите. Ибиса е превзета на 19 септември от гарнизона на Майорка, а Форментера пада на 20 септември.